# Marcel Bloch (peintre, 1884-1953)
Pour les articles homonymes, voir Bloch et Marcel Bloch.
Ne doit pas être confondu avec Marcel Bloch (peintre, 1882-1966).
Joseph Marcel Bloch, né le 11 juillet 1884 à Paris et mort le 26 mai 1953 à Cagnes-sur-Mer, est un peintre et un sculpteur français.

## Biographie
Souvent confondu avec son homonyme Marcel Bloch (1882-1966), Joseph Marcel Bloch a exposé entre autres de 1909 à 1939 au Salon des indépendants, au Salon d'hiver, au Salon des artistes français et dans des galeries parisiennes. 
Il est connu pour ses gravures à l'eau-forte de l'édition Norbert Les Pins à Sainte-Maxime.
Certaines de ses œuvres sont conservées à la Fine Art Gallery de San Francisco ainsi qu'à Boston. 